# قضیه وایرشتراس–کاسوراتی

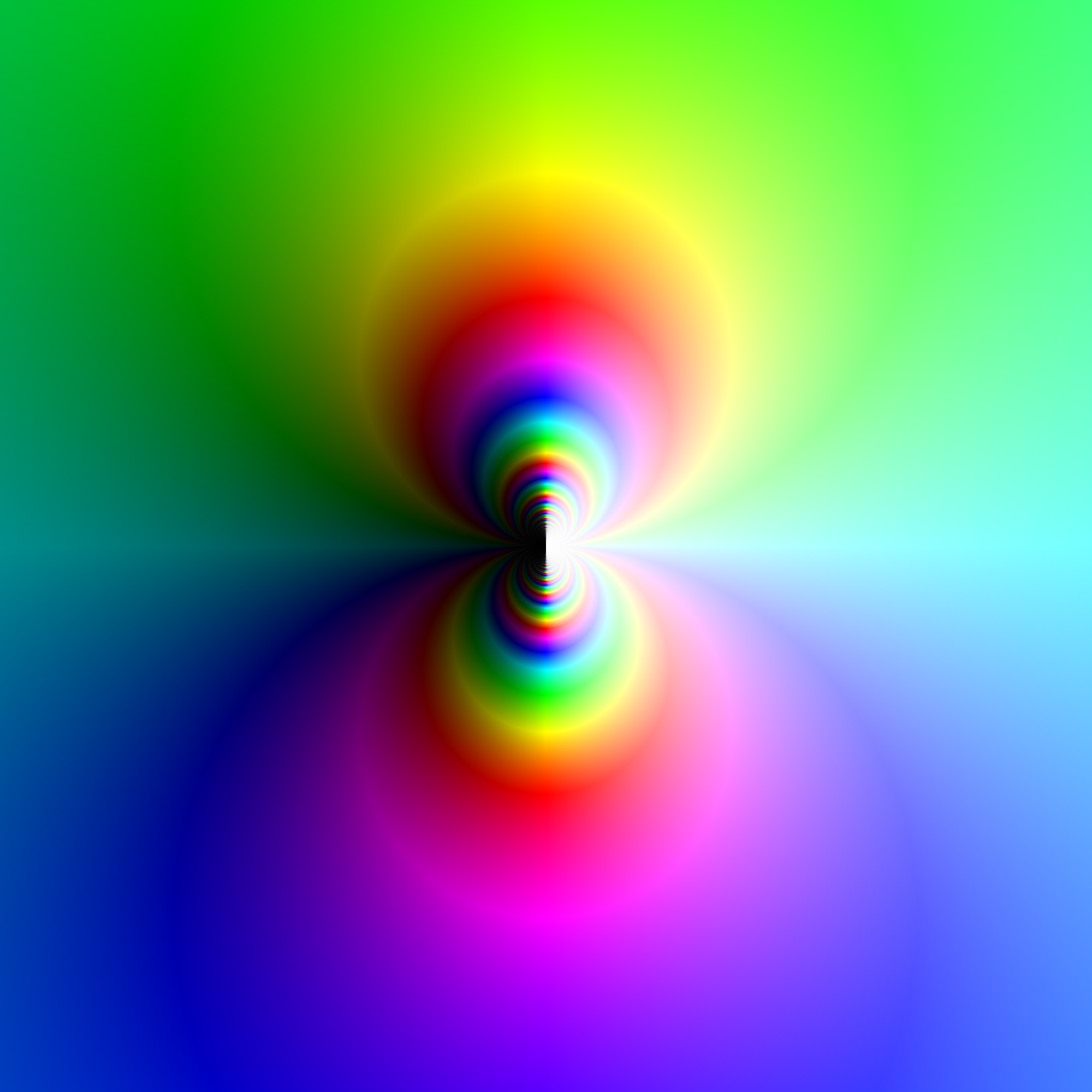
یک انالیز انتگرالی در بعد رنگ ها بر اساس وایرشتراس

قضیه وایرشتراس-کاسوراتی در آنالیز مختلط رفتار قابل توجه توابع هولومورفیک نزدیک نقاط تکین اساسی را توصیف می‌کند. این قضیه به احترام کارل تئودور ویلهلم وایرشتراس و فلیچه کازوراتی بدین نام خوانده می‌شود.
با یک زیر مجموعه باز U در صفحه مختلط شامل عدد z0و یک تابع هولومورفیک f تعریف شده روی U − {z0} شروع می کنیم. عدد مختلط z0 یک نقطه تکین اساسی نامیده می‌شود اگر هیچ عدد n طبیعی وجود نداشته باشد که حد
{\displaystyle \lim _{z\to z_{0}}f(z)\cdot (z-z_{0})^{n}}
موجود باشد. برای مثال، تابع f(z) = exp(1/z) یک نقطه تکین اساسی در z0 = 0 دارد، اما تابع g(z) = 1/z3 چنین نقطه‌ای ندارد. (این تابع یک قطب در 0 دارد). 
قضیهٔ وایرشتراس کاسوراتی بیان می‌کند که
اگر f یک تکین اساسی در z0 داشته باشد، و V هر همسایگی z0 در U باشد، آنگاه f(V − {z0}) در C چگال است.
یا این‌گونه : اگر ε> 0 و w iv عدد مختلطی باشد آنگاه یک عدد مختلط z در U وجود دارد که |z - z0| <ε و |f(z) - w| <ε.
قضیه بسیار قوی‌تر می‌شود با با قضیه پیکارد، که بیان می‌کند که f هر  مقدار مختلط باستثنا یکی را بی‌نهایت بار اختیار می‌کند.